# Scandinavian Race Uppsala 2010
La 102e édition de la Scandinavian Race Uppsala a eu lieu le 8 mai 2010. Elle a été remportée par le Danois Philip Nicolas Nielsen.

## Classement final
Philip Nicolas Nielsen remporte la course en parcourant les 193,5 kilomètres en 4 h 36 min 15 s à la vitesse moyenne de 42,027 km/h.
| Classement final | Classement final       | Classement final | Classement final | Classement final   |
|                  | Coureur                | Pays             | Équipe           | Temps              |
| ---------------- | ---------------------- | ---------------- | ---------------- | ------------------ |
| 1er              | Philip Nicolas Nielsen | Danemark         | '                | en 4 h 36 min 15 s |
| 2e               | Patrik Stenberg        | Suède            |                  | m.t                |
| 3e               | Øystein Stake Laengen  | Norvège          |                  | m.t                |
| 4e               | Henrik Åbom            | Suède            |                  | m.t                |
| 5e               | Wilco Kelderman        | Pays-Bas         |                  | m.t                |
| 6e               | Niklas Åkvik           | Norvège          |                  | + 22 s             |
| 7e               | Christofer Stevenson   | Suède            |                  | m.t                |
| 8e               | Lucas Persson          | Suède            |                  | m.t                |
| 9e               | Nils Penton            | Suède            |                  | m.t                |
| 10e              | Johan Svensson         | Suède            |                  | + 24 s             |
| modifier         |                        |                  |                  |                    |